# Gewest Oost
Het Gewest Oost is sinds 2023 een van de zeven gewesten van de Koninklijke Nederlandsche Schaatsenrijders Bond. Het gewest bestaat uit ijsverenigingen, hardrijdersverenigingen, toerorganisaties en twee kunstrijverenigingen uit Overijssel en Gelderland. IJsbaan Twente en de Scheg zijn de twee kunstijsbanen in het gewest. Voorzitter is Bert van de Vegte.
Vanaf 2018 was er een fusie in voorbereiding met het Gewest Gelderland en Gewest Overijssel. Dit Gewest Oost is opgericht op 16 november 2023.